# Sexuellt rollspel
| Sexuellt rollspel |
| --- |
| Japansk kvinna klädd i rollspelskläder av typen hembiträde. - Betydelse – rollek i ett sexuellt sammanhang - Funktion – lek med fiktiva roller för att öka den erotiska upplevelsen - Uttryck – förförelse (t.ex. pizzabud/hemmafru), maktförskjutning (t.ex. ageplay), tvång (t.ex. våldtäktslek) |

Ett sexuellt rollspel är ett rollek i ett sexuellt sammanhang. Det är en form av sexuell lek, där deltagarna tar på sig olika fiktiva roller för att öka den erotiska upplevelsen. Det kan handla om kompletterande roller inom yrkeslivet – ofta i form av yrkesperson gentemot kund – alternativt lekar omkring kön, ålder, familjerelationer eller artidentitet.
Sexuella rollspel har inte sällan inslag av BDSM. Detta syftar på att lekdeltagarna kan utöva makt, kontroll och tillfoga smärta i ett erotiskt eggande syfte.

## Funktion
Sexuella rollspel handlar om att anta olika roller i samband med en sexuell lek. Rollerna har ofta koppling till olika tabun eller maktförskjutningar, något som lockar många utövare på grund av sin annorlunda karaktär. Rollspelet kan ses som en typ av kink, och där rollerna inkluderar mer ovanliga kläder kan de relatera till sexuella fetischer. I och med detta kan rollspelet även fungera mer effektivt som ett sexuellt förspel.
Inte alla rollspel har inslag av BDSM, men all BDSM anses vara en form av rollspel. I ett BDSM-sammanhang innefattar rollspelet någon form av maktförskjutning, där en deltagare "betjänar" en annan sexuellt (eller båda "betjänar" varandra, genom idén om maktutbyte). Genom matchande sexuella intressen kan dock både den dominanta och den undergivna, den sadistiska och den masochistiska, trivas i sina respektive roller.

### Anledningar
Orsakerna till att ägna sig åt rollspel i en sexuell situation kan vara många. I en fast parrelation kan rollspelet föra in något nytt eller ovanligt i det sexuella samlivet. I en undersökning bland 1 000 personer svarade 78 procent av kvinnorna och 81 procent av männen att sexuella rollspel åtminstone innebar någon sorts lockelse. Det anses också att rollspel kan förbättra kommunikationen inom förhållandet.
Rollspelet ger möjligheter till att leva ut sexuella fantasier i ett tryggt sammanhang; det förutsätter att man pratar igenom rollspelet och dess gränser innan. Detta inkluderar att få utöva makt eller bli dominerad i ett sexuellt sammanhang, något som ofta anses tabu i kulturen. Andra anledningar kan vara att utforska sin egen personlighet, föra in "andra personer" i förhållandet och bearbeta traumatiska upplevelser.

## Varianter
Det finns flera hundra olika huvudtyper av sexuella rollspel.

### Kompletterande roller
- Doktor/sköterska/patient – medicinsk fetisch där deltagarna spelar olika roller i en sjukhussituation
- Eskort/kund – deltagarna antar rollen av prostituerad respektive sexköpare[4]
- Chef/sekreterare – där en chef kan leda leken och en sekreterare utföra uppdrag
- Hantverkare/hemmafru – något slags hantverkare knackar på, där hemmafrun är ensam hemma (utlevande av fantasier kring otrohet)
- Slavägare/slav – en extrem maktförskjutning där slaven är tvingad att lydda slavägarens olika befallningar
- Fotograf/modell – en deltagare kan fotografera en annan,[4] som del av sexuellt förspel
- Strippa/kund – en deltagare strippar för den andra
- Lärare/student – studenten är iklädd skoluniform, behöver lyda lärarens anvisningar eller annars riskera straff (exempelvis "skolaga", i praktiken utfört som erotisk smisk)
- Domptör/lejon – lejonet behöver tyglas och fås att utföra konster
- Sexdocka/dockägare – sexdockan måste vara orörlig/lugn och lyda
- Pilot/flygvärdinna – rollspel mellan en flygplanspilot och en (sexuellt inbjudande) flygvärdinna
- Mekaniker/kund – kunden försöker betala för verkstadsarbetet genom att istället erbjuda sexuella tjänster
- Soldat/flickvän – en återvändande soldat kan överraskas/förföras av sin flickvän

### Situationer
- Ageplay – deltagarna spelar roller med stor åldersskillnad, exempelvis vuxen/barn[11]
- Djurrollspel – en deltagare behandlas som ett icke-mänskligt djur (exempelvis hund,[12][13] ponny eller katt)
- Auktoritet/brottsling – den odygdiga eller kriminella deltagaren kan tvingas till sexuella aktiviteter
- Könslek – en eller båda deltagarna antar en roll med ett annat kön
- Incestlek – en eller flera deltagare spelar roller som familjemedlemmar (kan kombineras med ageplay)
- Ägare/föremål – den undergivna kan exempelvis ikläda sig rollen som möbel
- Fängelsefetisch – effektivt scenario om deltagarna i cellen är av samma kön (i likhet med verkliga fängelsesituationer)
- Torterare/fånge – en deltagare misshandlar en annan; kan även inkludera kidnappningsscenarion
- Våldtäktslek – en extrem dominanslek där en deltagare iscensätter en fingerad våldtäkt av en annan;[14] på grund av fysiska och psykologiska risker behövs stoppord och andra förberedelser

## Inom kulturen
Kläder eller accessoarer vanliga i sexuella rollspel kan ofta synas i samband med Prideparader. BDSM-utstyrslar där folk är klädda för rollspel har synts i videor eller musikframträdanden hos en del musikartister (inklusive hos Madonna, Janet Jackson och Rihanna), och det förekommer i en del kända biofilmer. Exempel på filmer som inkluderar scener eller intriger med sexuella rollspel är 9½ vecka, Jalla! Jalla! och 2½ män.
Annars är sexuella rollspel ymnigt förekommande inom de pornotopiska scenarier som skapas för produktionen av pornografiska filmer. Fauxcest var under 2010-talet en av de vanligaste nya genrerna inom internetpornografin, och ageplay-relaterade scener är vanligt bland annat hos en del producenter av vålds- eller förnedringspornografi (som genom rollspelet lagligen kan utnyttja lockelsen för det unga). I det senare fallet antyds ofta vissa deltagare vara minderåriga genom klädval eller "barnsligt" beteende. Inom den filmiska porren är pizzabud/hemmafru, lågavlönad hantverkare/kund, chef/sekreterare och lärare/student flitigt återkommande scenarion.